# Rudgis
Rudgis (Ruedgisch, Rüdgisch, Rugis, Rygisz) – herb szlachecki używany przez rodzinę pochodzącą z Pomorza. Herb własny rodziny Rygisz.

## Opis herbu
Herb znany był w kilku wariantach. Opisy zgodnie z klasycznymi zasadami blazonowania.
Rudgis I (Rüdgisch-Modrzewski, Rygisz-Modrzewski): W polu błękitnym u podstawy tarczy drzewo zielony, ponad nim z prawej trzy gwiazdy złote 2 i 1, z lewej półksiężyc z twarzą złoty (srebrny) w prawo. Klejnot: nad hełmem w koronie rogi jelenie. Labry: błękitne, podbite złotem.
Rudgis II: W polu błękitnym u podstawy tarczy słońce złote, ponad nim z prawej trzy gwiazdy złote 2 i 1, z lewej półksiężyc z twarzą srebrny w prawo. Klejnot: nad hełmem bez korony rogi jelenie. Labry: błękitne podbite złotem.
Rudgis III: W polu błękitnym u podstawy tarczy słońce złote, ponad nim z prawej trzy gwiazdy srebrne 2 i 1, z lewej półksiężyc z twarzą srebrny w prawo. Klejnot: nad hełmem w koronie róg jeleni. Labry: błękitne podbite złotem.
Rudgis IV: W polu błękitnym trzy gwiazdy złote 2 i 1. Klejnot: nad hełmem w koronie półksiężyc z twarzą srebrny. Labry: błękitne, podbite złotem.
Wydaje się, że odmianą tego herbu może być herb Modrzewski.

## Najwcześniejsze wzmianki
Herb w wersji I wzmiankowany jest w tzw. "Nowym" Siebmacherze (Der Adel des Königreichs Preußen, 1906) w herbarzu Ledebura (Wappenbuch der Preussischen Monarchie, 1832), Żernickiego (Die polnische Adel, 1900) oraz Ostrowskiego (Księga herbowa rodów polskich, 1897, 1906).
Wariant II wzmiankuje "Nowy" Siebmacher (Ausgestorbener Preussischer Adel. Provinz Pommern, 1894) oraz Ostrowski.
Wersja III pojawiła się w "Nowym" Siebmacherze (DAKP, 1906), u Ledebura i Ostrowskiego.
Wariant IV podany został najpierw przez Cramera (Geschichte der Lande Lauenburg und Bütow, 1858), następnie zaś przez "Nowego" Siebmachera (APA, 1894), Ostrowskiego i Żernickiego. Może to być pierwotna wersja tego herbu.

## Herbowni
Jako herb własny herb ten przysługiwał tylko rodzinie Rygisz (Riges, Riggis, Rigisz, Rudgis, Rudgisz, Ruedgisch, Rugis, Rugisch, Rugisz, Rüdgisch, Rüges, Rügisch, Rügisz, Rygierz, Rygis, Rygisch), niekiedy z nazwiskiem odmiejscowym Modrzewski. Rygiszom-Modrzewskim mógł także przysługiwać herb Modrzewski.

### Rodzina Rygisz
Rodzina o nazwisku pochodzącym od germańskiego imienia typu Rüdiger, Rüger. Zapisano je po raz pierwszy w roku 1561, kiedy odnotowano Bartosza Riggis, drobnego panka z Modrzejewa. Modrzejewo było wsią cząstkową, w której działy posiadały rodziny wywodzące się od pierwszego jej właściciela, Rosena. Zaliczyć tu można m.in. Marków. Rygisz był prawdopodobnie późniejszym przybyszem i nie wywodził się z jednego rodu z pozostałymi właścicielami Modrzejewa. W różnej formie ich nazwisko wymieniane jest w Modrzejewie przez następne 200 lat, m.in. w 1576 (Martin, Andreas, Niklas Rüges), 1603 (Paul Riges), 1607 (Riges), 1621 (Riges), 1688 (Rygierz). Członkowie rodu będąc w gniazdowej wsi używali tylko nazwiska rodowego, zaś poza nią niekiedy podwójnego, z członem odmiejscowym. Świadczą o tym wzmianki z XVIII i XIX wieku.